# Anisodes renifera
Anisodes renifera là một loài bướm đêm trong họ Geometridae.